# Municipio de Huehuetlán (San Luis Potosí)
El municipio de Huehuetlán es uno de los 59 municipios que constituyen el estado mexicano de San Luis Potosí. 

## Toponimia
Su nombre proviene de la palabra wewetl que en náhuatl significa «tambor». Una interpretación sugiere que es un calco de Tamahab, que es el nombre en tének del lugar los primitivos tambores de madera indígenas.

## Descripción geográfica

### Ubicación
Huehuetlán se localiza al sureste del estado entre las coordenadas geográficas 21° 33′ N, y 98° 58′ W; a una altitud promedio de 380 metros sobre el nivel del mar. Abarca una superficie de 71.614 km².
El municipio limita al este con el municipio de Coxcatlán; al noroeste con el municipio de Aquismón; al norte con el municipio de Tancanhuitz; al sur con el municipio de Xilitla, y al sureste con el municipio de Axtla de Terrazas.

### Orografía e hidrografía
Posee un territorio montañoso, debido a su localización junto a la Sierra Madre Oriental. Sus suelos se formaron en la era Mesozoica, su uso principalmente es ganadero, forestal y agrícola. El municipio pertenece a la región hidrológica Panuco. Sus recursos hidrológicos son proporcionados principalmente por el río Huichihuayán. Además, cuenta con pequeños arroyos de afluente temporal; así como manantiales.

### Clima
Su clima es subhúmedo, sin cambio térmico invernal bien definido. La temperatura media anual es de 23°C, la máxima se registra en el mes de mayo (38 °C) y la mínima se registra en enero (5 °C). El régimen de lluvias se registra en el verano, contando con una precipitación media de 1,800 milímetros.

## Demografía
La población total del municipio de Huehuetlán es de 15 334 habitantes, lo que representa un crecimiento promedio de 0.02 % anual en el período 2010-2020 sobre la base de los 15 311 habitantes registrados en el censo anterior. Al año 2020 la densidad del municipio era de 214,6 hab/km².
| Gráfica de evolución demográfica de Municipio de Huehuetlán entre 2000 y 2020 |
|                                                                               |
| Fuente: Instituto Nacional de Estadística Geografía e Informática             |

En el año 2010 estaba clasificado como un municipio de grado alto de vulnerabilidad social, con el 39.74% de su población en estado de pobreza extrema.
La población del municipio está mayoritariamente alfabetizada (14% de personas analfabetas al año 2010), con un grado de escolarización en torno de los 7 años. El 78.85% de la población se reconoce como indígena.
El 90.80% de la población profesa la religión católica. El 6.89% adhiere a las iglesias Protestantes, Evangélicas y Bíblicas.

### Localidades
Según el censo de 2010, la población del municipio se distribuía entre 48 localidades, de las cuales 36 eran pequeños núcleos de menos de 500 habitantes.
Las localidades con mayor número de habitantes y su evolución poblacional son:
| Localidad                         | Población 2010 | Población 2020 |
| Total Municipio                   | 15 311         | 15 334         |
| Chununtzén Dos Sección Dos        | 348            | 359            |
| Chununtzén Dos Sección Nueve      | 231            | 264            |
| Chununtzén Dos Sección Uno        | 335            | 351            |
| Chununtzén Uno                    | 1066           | 1246           |
| Cruz Blanca (Tantocoy Dos)        | 504            | 487            |
| El Nacimiento                     | 429            | 433            |
| Huehuetlán (Cabecera municipal)   | 562            | 551            |
| Huichihuayán                      | 2073           | 2157           |
| Jilim Tantocoy Tres               | 684            | 703            |
| La Escalera                       | 602            | 692            |
| La Pimienta                       | 618            | 649            |
| Los Pinos                         | 260            | 291            |
| San José (San José de las Flores) | 667            | 728            |
| Tandzumadz                        | 1377           | 1142           |
| Tanleab Dos                       | 317            | 270            |
| Tanleab Uno                       | 613            | 568            |
| Tantocoy Uno                      | 925            | 933            |
| Tatacuatla                        | 301            | 266            |
| Tzinejá Uno                       | 630            | 539            |

## Cultura

### Sitios de interés
- Iglesia San Diego de Alcalá.
- Cañada de Tecomón.
- Pico de la Silleta.
- Cueva de los Cuatro Vientos.
- El Nacimiento de Huichihuayan.
- El Vado de Huichihuayan.
- Nieves Artesanales y Plantas de ornato La Escalera.
- Museo de Antigüedades Chununtzen uno.

### Fiestas
Fiestas civiles
- Aniversario de la Independencia de México: 16 de septiembre.
- Aniversario de la Revolución mexicana: El 20 de noviembre.

Fiestas religiosas
- Semana Santa: jueves y viernes Santos.
- Día de la Santa Cruz: 3 de mayo.
- Fiesta en honor de la Virgen de Guadalupe: 12 de diciembre.
- Día de Muertos: 2 de noviembre.
- Fiesta patronal en honor de San Diego de Alcalá: del 11 al 12 de noviembre.

## Gobierno
Su forma de gobierno es democrática y depende del gobierno estatal y federal; se realizan elecciones cada 3 años, en donde se elige al presidente municipal y su gabinete.

## Economía
Según los datos relevados en 2010, 2307 personas desarrollaban su actividad en el sector primario (agricultura, ganadería, aprovechamiento forestal, pesca y caza). Este sector concentraba prácticamente la mitad de la población económicamente activa del municipio. En segundo lugar, 553 personas estaban ocupadas en el comercio minorista.
Según el número de unidades activas relevadas en 2019, los sectores más dinámicos son el comercio minorista, la prestación de servicios de alojamiento temporal y de preparación de alimentos y bebidas y en menor medida la elaboración de productos manufacturados.

## Educación y salud
En 2010, el municipio contaba con escuelas preescolares, primarias, secundarias, cuatro escuelas de educación media (bachilleratos), una escuela de formación para el trabajo y seis primarias indígenas. Contaba con 8 unidades destinadas a la atención de la salud, con un total de 11 personas como personal médico.

El 27.6% de la población, (4156 personas), no habían completado la educación básica, carencia social conocida como rezago educativo. El 20%, (3015 personas), carecían de acceso a servicios de salud.

## Hermanamiento
- Alquízar (2002).[17]